# 發現者紀念碑
發現者紀念碑（葡萄牙語：或）是葡萄牙紀念15至16世紀航海時代的一個紀念碑，也是里斯本其中一個著名地標。

## 位置
發現者紀念碑位於葡萄牙首都里斯本貝倫區巴西利亞大馬路（Avenida da Brasília）；建築物落座於聖哲羅姆派修道院正前方，鄰近4月25日大橋，這個位置是葡萄牙人在航海時代出海的地方。

## 建造

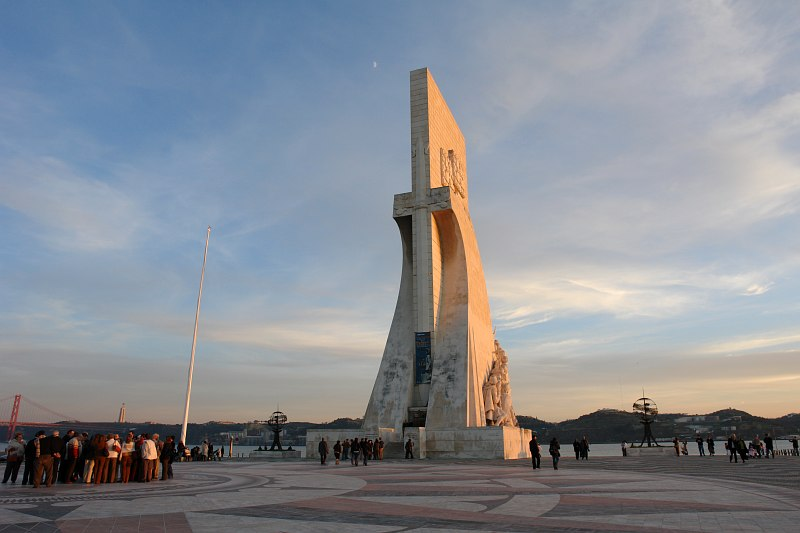
發現者紀念碑面向廣場的一方

發現者紀念碑於1940年首次在葡萄牙世界博覽會上展示，由葡萄牙藝術建築師特姆及雕刻家里奧普度所建造。由於紀念碑起初採用了易腐爛的材料建造，因此在1960年以混凝土重建；紀念碑也於同年8月6日完成重建，以紀念葡萄牙著名航海家恩里克王子逝世500週年；1985年，在紀念碑內設立展覽廳。

## 特徵及設施
發現者紀念碑是一個高52米被雕刻成一個以船為主體的船首形狀的混凝土板層建築物；紀念碑東、西兩邊分別都雕有兩個葡萄牙方型盾徽；紀念碑北面（即背向塔霍河的一面）是刻有一把大劍。紀念碑一樓是一個關於里斯本歷史的多媒體展覽；二樓是觀光層。

## 廣場

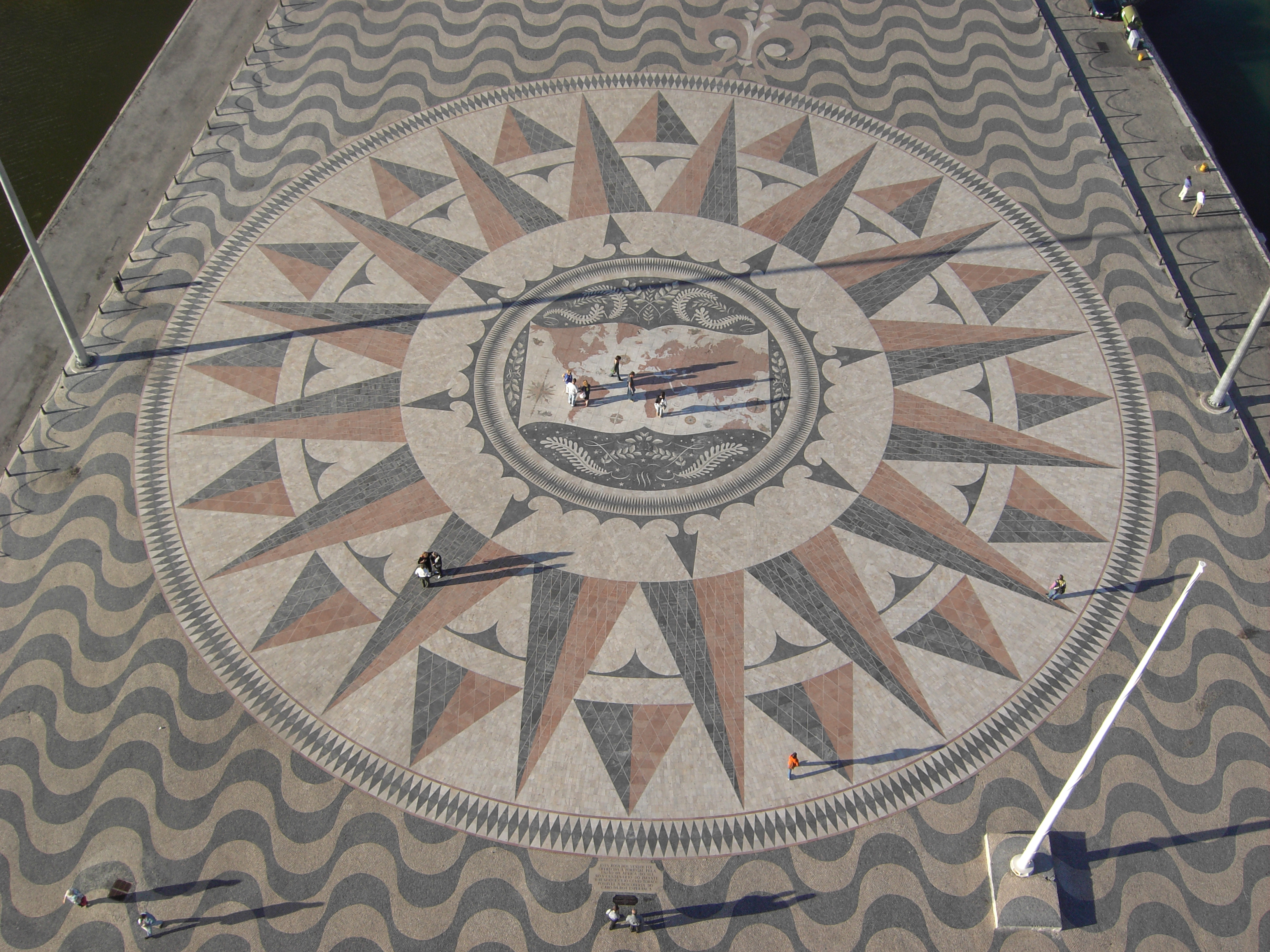
位於發現者紀念碑北面的廣場

在發現者紀念碑北面至巴西利亞大馬路的是由南非贈送、施利華（Cristino da Silva）所設計的一個以馬賽克（鑲嵌畫）方式及採用不同種類的大理石鋪設而成的廣場；廣場上鋪設了一個直徑50米的一個航海羅盤外，在中央鋪設了一幅標示了葡萄牙人在航海時代首次到達之地的路線及年份的世界地圖。在該地圖上的標示的地點包括有亞速爾群島、佛得角、聖多美和普林西比、安哥拉、馬達加斯加、錫蘭、帝汶島、澳門、帛琉等城市。

## 紀念人物
發現者紀念碑以恩里克王子「站」在紀念碑的船首位置，在其的東、西兩邊均雕有32名航海時代的航海家、導航員、傳教士等葡萄牙人；下列是為紀念碑上從西至東面、由左至右的排列的人物：

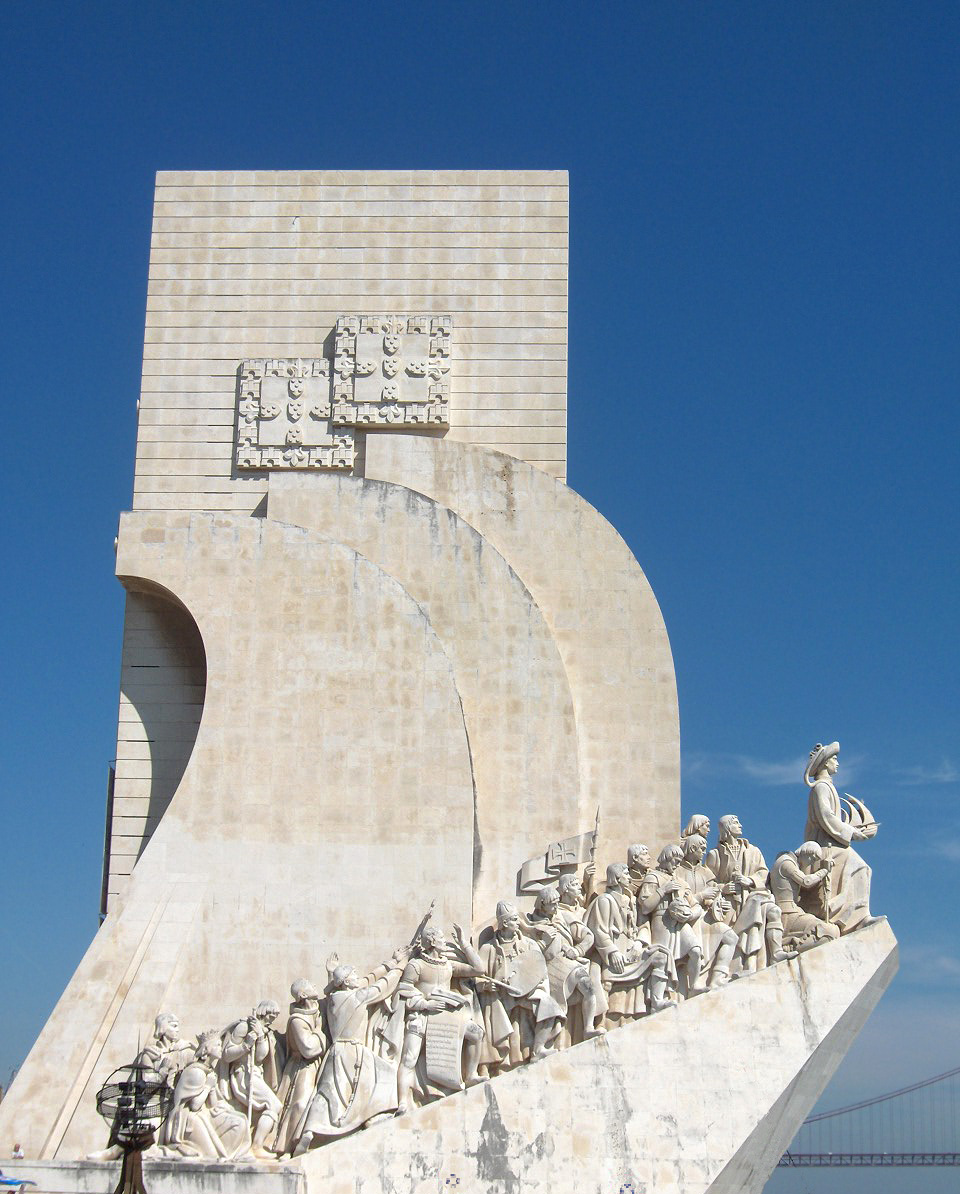
發現者紀念碑西面的雕刻人物（1至17）

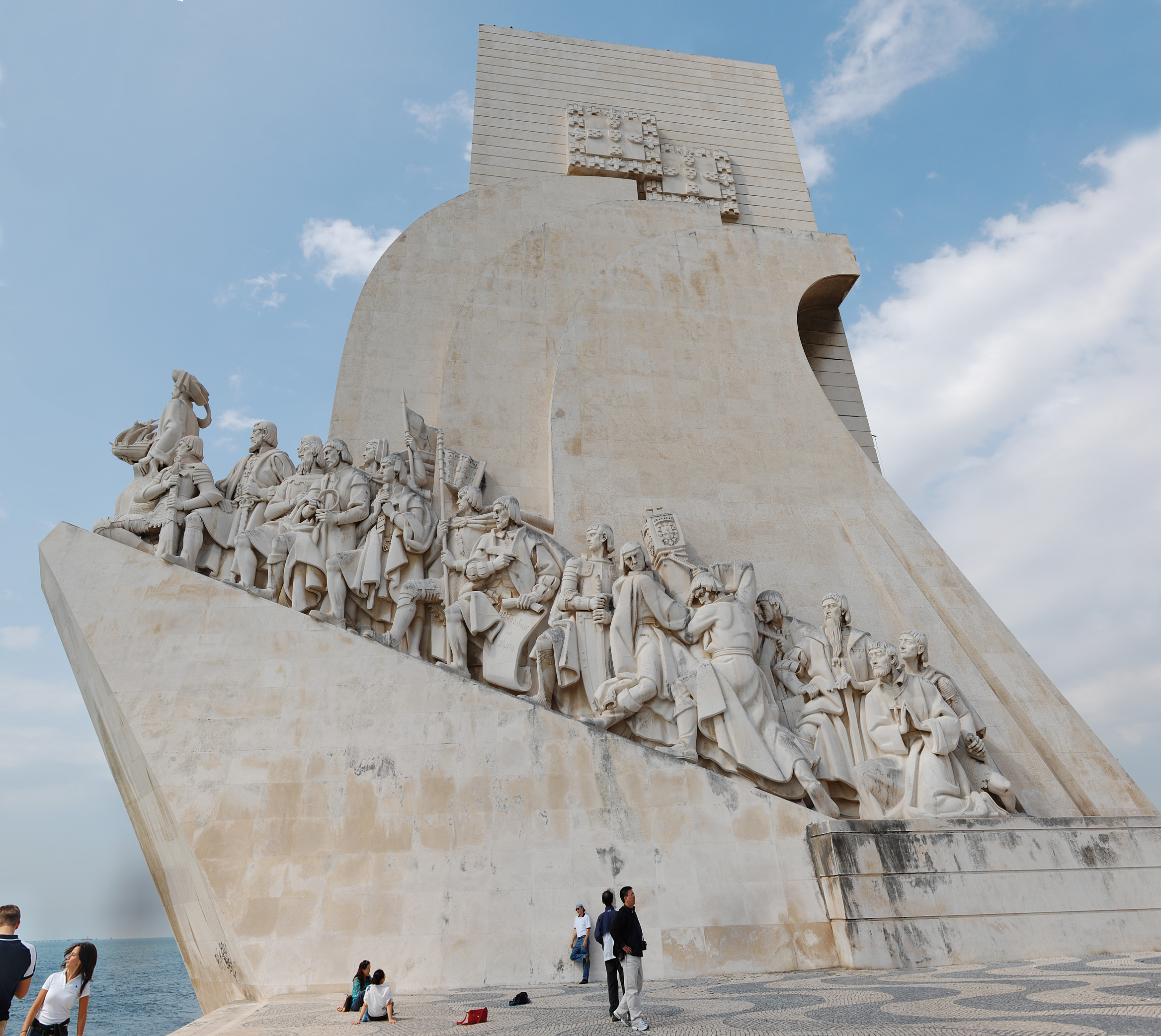
發現者紀念碑東面的雕刻人物（17至33）

1. 科英布拉公爵彼德王子（葡萄牙語：Pedro, Infante de Portugal） （若昂一世二王子）
2. 蘭卡斯特皇后（恩里克王子母親）
3. 花馬法林 （作家）
4. 卡貢沙魯（葡萄牙語：Gonçalo de Carvalho）（多明我會修士）
5. 卡亨利（葡萄牙語：Henrique Soares de Coimbra）（方濟會修士）
6. 賈梅士（詩人；著名史詩《葡國魂》作者）
7. 貢沙維斯（葡萄牙語：Nuno Gonçalves） （畫家）
8. 蘇雅拉 （編年史家）
9. 高爾哈 （旅行家）
10. 邁路加（葡萄牙語：Jehuda Cresques） （宇宙學者）
11. 易士高巴（葡萄牙語：Pedro Escobar） （導航員）
12. 納斯彼得 （數學家）
13. 亞內瓜爾 （導航員）
14. 安納斯 （導航員）
15. 雅高若望 （導航員）
16. 法蘭度聖王子（葡萄牙語：Fernando, o Infante Santo）（若昂一世六王子）
17. 恩里克王子（航海時代航海家；若昂一世三王子）
18. 阿方索五世
19. 華士古達伽馬 （首名經海路到印度的歐洲人）
20. 巴爾達亞
21. 卡布拉爾 （最早到達巴西的歐洲人）
22. 麥哲倫 （首名環航地球的歐洲人）
23. 告尼魯（葡萄牙語：Nicolau Coelho） （導航員）
24. 哥迪雷（葡萄牙語：Gaspar Corte-Real） （導航員）
25. 蘇沙馬添（葡萄牙語：Martim Afonso de Sousa） （導航員）
26. 巴羅士（作家）
27. 伊士達阜·達·伽馬（葡萄牙語：Estêvão da Gama） （船長，華士古達伽馬兒子）
28. 迪亞士 （航海家，最早經海路至非洲最南端好望角的歐洲人）
29. 迪奧高  （導航員，最早經海路至非洲剛果河的歐洲人）
30. 亞比爾魯（葡萄牙語：António de Abreu (navegador)） （導航員）
31. 亞豐素（果阿公爵，有「葡萄牙戰神」之稱）
32. 聖方濟沙勿略 （傳教士，耶穌會創始人之一）
33. 基斯土阜·達·伽馬（葡萄牙語：Cristóvão da Gama） （船長）

- 恩里克王子
- 法蘭度聖王子（葡萄牙語：Fernando, o Infante Santo）
- 雅高若望
- 亞內瓜爾
- 安納斯
- 納斯彼得
- 易士高巴（葡萄牙語：Pedro Escobar）
- 邁路加（葡萄牙語：Jehuda Cresques）
- 高爾哈
- 蘇雅拉
- 貢沙維斯（葡萄牙語：Nuno Gonçalves）
- 賈梅士
- 卡亨利（葡萄牙語：Henrique Soares de Coimbra）
- 卡貢沙魯（葡萄牙語：Gonçalo de Carvalho）
- 花馬法林
- 彼德王子（葡萄牙語：Pedro, Infante de Portugal）
- 蘭卡斯特皇后
- 阿方索五世
- 華士古達伽馬
- 巴爾達亞
- 卡布拉爾
- 麥哲倫
- 告尼魯（葡萄牙語：Nicolau Coelho）
- 哥迪雷（葡萄牙語：Gaspar Corte-Real）
- 蘇沙馬添（葡萄牙語：Martim Afonso de Sousa）
- 巴羅士
- 伊士達阜·達·伽馬（葡萄牙語：Estêvão da Gama）
- 迪亞士
- 迪奧高
- 亞比爾魯（葡萄牙語：António de Abreu (navegador)）
- 亞豐素
- 聖方濟沙勿略
- 基斯土阜·達·伽馬（葡萄牙語：Cristóvão da Gama）

## 外部連結
- 官方網頁 （葡萄牙文）
- 發現者紀念碑360度全景圖 （页面存档备份，存于）
- Padrão dos Descobrimentos